# Nguyễn Văn Quan
Nguyễn Văn Quan (1910 - 1969) nguyên là một cựu tướng lĩnh Bộ binh của Quân lực Việt Nam Cộng hòa, cấp bậc Thiếu tướng. Ông xuất thân từ trường Hạ sĩ quan của Quân đội Viễn chinh Pháp. Ông đã từng là Tỉnh trưởng kiêm Tiểu khu trưởng, rồi Tham mưu trưởng Quân đoàn. Sau đó làm Giám đốc một Nha trực thuộc Bộ Tổng tham mưu. Năm 1965 tham gia cuộc đảo chính do tướng Lâm Văn Phát cầm đầu, bị thất bại nên được cho giải ngũ.

## Tiểu sử và Sự nghiệp
Ông sinh vào tháng 1 năm 1910 tại Biên Hòa, miền Đông Nam phần Việt Nam trong một gia đình khá giả có Thân phụ là cựu binh phục vụ trong Quân đội Pháp. Do có cha từng là quân nhân nên ở tuổi thiếu niên ông được nhập học vào trường Thiếu sinh quân của Quân đội Pháp tại Đông Dương vào năm 1923. Năm 1928 ra trường với chứng chỉ tốt nghiệp tương đương với bằng Thành chung, ông gia nhập vào Quân đội Viễn chinh Pháp với cấp bậc Trung sĩ.

### Quân đội Viễn chinh Pháp
Ông được phục vụ trong đơn vị Bộ binh đồn trú và hành quân trên toàn Đông Dương, nhờ vào những chiến tích ông nhanh chóng được thăng cấp và đã mang cấp bậc Thượng sĩ vào năm 1932.
Năm 1934, ông được đơn vị cử đi học bổ túc thêm khóa Sĩ quan Đặc biệt trong Quân đội Pháp, tốt nghiệp với cấp bậc Chuẩn úy giữ chức vụ Đại đội phó trong Tiểu đoàn Bộ binh của Quân đội Viễn chinh. Năm 1936, ông được thăng cấp Thiếu úy giữ chức vụ Đại đội trưởng. Đầu năm 1940, ông được thăng cấp Trung úy được cử giữ chức vụ Tiểu đoàn phó. Cuối năm 1944, sau những chiến tích cùng đơn vị trong những chiến trận ở Thế chiến II, ông được thăng cấp Đại úy và được chỉ định làm Tiểu đoàn trưởng. Năm 1948, chuyển biên chế sang "Quân đội Liên hiệp Pháp", ông được thăng cấp Thiếu tá.

### Quân đội Quốc gia Việt Nam
Tháng 10 năm 1950, sau khi Chính phủ Quốc gia thành lập Quân đội, ông được chuyển sang phục vụ cơ cấu mới này với chức vụ Tiểu đoàn trưởng Tiểu đoàn Bộ binh Việt Nam.

### Quân đội Việt Nam Cộng hòa
Tháng 3 năm 1955, ông được Thủ tướng Ngô Đình Diệm thăng cấp Trung tá và cử làm Chỉ huy trưởng Phân khu Vĩnh Long kiêm Tỉnh trưởng tỉnh Vĩnh Long. Sau đó chuyển sang phục vụ Quân đội Việt Nam Cộng hòa (đổi tên từ Quân đội Quốc gia). Đầu năm 1956, ông được kiêm thêm chức vụ Chỉ huy trưởng khu trái độn thuộc Phân khu Vĩnh Long trong chiến dịch Nguyễn Huệ do Thiếu tướng Dương Văn Minh làm Chỉ huy trưởng.
Đầu năm 1960, ông được thăng cấp Đại tá và được bổ nhiệm làm Tỉnh trưởng kiêm Tiểu khu trưởng Phước Tuy. Cuối năm 1962, ông thuyên chuyển ra Vùng 1 chiến thuật và được cử làm Tham mưu trưởng Quân đoàn I.
Ngày 1 tháng 11 năm 1963, tham gia cuộc đảo chính Tổng thống Diệm do Trung tướng Dương Văn Minh cầm đầu, ông cũng là một nhân tố chủ chốt trong kế hoạch đảo chính này.
Đầu tháng 1 năm 1964, ông được thăng cấp Thiếu tướng và được bổ nhiệm vào chức vụ Giám đốc Nha An ninh Quân đội thay thế Thiếu tướng Đỗ Mậu tham chính làm Tổng trưởng Thông tin trong Chính phủ Lâm thời Nguyễn Ngọc Thơ. Cuối tháng này, ông được lệnh bàn giao chức vụ Giám đốc Nha An ninh Quân đội lại cho Trung tá Nguyễn Văn Phước.
Ngày 19 tháng 2 năm 1965, ông tham gia cuộc đảo chính do Thiếu tướng Lâm Văn Phát cầm đầu, bị thất bại. Một tháng sau, ông phải ra trước Hội đồng Kỷ luật Quân đội, sau đó được cho giải ngũ với lý do đã phục vụ quân đội trên 20 năm.
Năm 1969, ông từ trần tại Sài Gòn. Hương dương 59 tuổi.